# Nidaa Tounes
A Nidaa Tounes (arabul حركة نداء تونس, magyar fordításban Kiáltás Tunéziáért) tunéziai szociáldemokrata világi politikai párt, amelyet Bedzsi Kaid esz-Szebszi volt miniszterelnök alapított 2012. június 16-án. A párt többséget szerzett a 2014. októberi választásokon. A 2014. decemberi elnökválasztáson a Nidaa Tounes jelöltje, esz-Szebszi győzött.